# P3 Nyhetsguiden
P3 Nyhetsguiden var ett radioprogram som hade premiär 9 januari 2012 sändes under ett år måndag till torsdag, 13:00 till 14:00 i Sveriges Radio P3 och analyserade och diskuterade såväl inrikes som utrikes nyheter.

## Redaktion och medverkande
Programmet leddes från början av Emmy Rasper och sedan 3 september av Valeria Helander.
Förutom Valeria Helander fanns Johanna Rudbäck och Emerentia Leifsdotter Lund med i studion. Henrik Torehammar och Robin Olin hördes också med i programmet varje vecka. Producent var Tuva Klinthäll.

## Rapporteringen om HPV-vaccin
P3 Nyhetsguiden kritiserades av Medierna i P1 för sin rapportering våren 2012 om HPV-vaccinet under rubriken "Allvarliga biverkningar efter vaccinering mot limoderhalscancer". Chefen för Sveriges Radios Vetenskapsradion kommenterade att P3 Nyhetsguiden fallit i en journalistisk fälla när man ställt sig på vaccinationskritikernas sida istället för att, som vetenskapsjournalister gör, sammanfatta var forskningskonsensus låg. Producenten för P3 Nyhetsguiden, Tuva Klinthäll, sade att vissa formuleringar kunde ha gjorts lite mindre braskande, men sade sig stå för publiceringen. Redaktionen kommenterade kritiken med att "Vi tycker att vi hanterat ämnet väl – mot bakgrund av kravet på bland annat saklighet och opartiskhet – men vi känner också att vi borde varit tydligare på en punkt: nämligen att visa på skillnaden mellan inrapporterade och bekräftade biverkningar." och "Det är kul och roligt att vår rapportering engagerar." Programmet fälldes senare i Granskningsnämnden för osaklighet.
P3 Nyhetsguiden utsågs av föreningen Vetenskap och Folkbildning till årets förvillare 2012 "för att ha spridit förvillande uppgifter om riskerna med HPV-vaccinet."